# 電波伝播
電波伝播（でんぱでんぱ、Radio propagation）とは電波が空中を伝わり、離れた所に到達することである。無線通信は基本的に電波伝播を利用して行われる。
電波伝播の安定度・強度は自然現象に影響され周波数、時間、位置関係によって大きく左右される。自然現象が原因で通常とは異なる電波伝播が発生することを異常伝播という。
なお、日本の電波工学の分野で多くで用いられる電波伝搬（でんぱでんぱん）という用語用字は、電波法ではpropagationに対応する語として「伝播」ではなく「伝搬」という表記が用いられていることに起因する表現であり、電波工学の分野においては優勢である。

## 周波数による分類
電波伝播の分類を伝播モードあるいは単にモードと呼ぶ。自由空間、および導波管の内部における電波伝播に用いられる用語である。周波数による伝播モードの分類を示す。
| 周波数帯 | 周波数帯 | 周波数        | 伝播経路                              |
| -------- | -------- | ------------- | ------------------------------------- |
| VLF      | 超長波   | 3 - 30kHz     | 地球と電離層の間に沿って伝播          |
| LF       | 長波     | 30 - 300kHz   | 地球と電離層の間に沿って伝播 地表波   |
| MF       | 中波     | 300 - 3000kHz | 昼間は地表波 夜間は電離層（E層）反射  |
| HF       | 短波     | 3 - 30MHz     | 電離層（E層）反射 電離層（F層）反射   |
| VHF      | 超短波   | 30 - 300MHz   | 見通し距離の直接波 電離層（Es層）反射 |
| UHF      | 極超短波 | 300 - 3000MHz | 見通し距離の直接波                    |

## 経路による分類

### 地上波
電波が地球上の地面に沿って伝播する場合には2点間を直線で結んだ経路上を伝播する直接波、および電波が地面に反射して伝播する大地反射波がある。地上と人工衛星間の通信を直接波に含む場合がある。特にマイクロ波は光と類似した性質を持つため、基本的にこの経路で見通し範囲内に伝播する。
超短波、極超短波においては地表面や山岳、建築物などで電波が回折することにより見通し距離よりも遠くに伝播する場合がある。これを回折波という。電界強度はごく短い距離を除く見通し距離では距離の2乗に反比例、直接波が到達せず地表面に沿って回折する距離では距離の4乗に反比例する。
近距離においては直接波と大地反射波が干渉するため、電波の放射点からある距離において急激に電界強度が減少することがある。
中波以下においては回折の作用が強く、地表面に沿って電波が伝播する性質が強い。これを地表波と呼ぶ。

### 上空波（電離層反射波）
地表面から上空50 - 500km付近には、電子密度が高い電離層と呼ばれる層が存在する。主に短波帯の電波が電離層によって反射し、見通し距離よりも遠方に伝播する。電離層には各種の定期的・不定期的な変動や擾乱や異常があることから、それによる影響が多々現れることが知られており、特異なものではスポラディックE層のように通常は電離層反射の無い超短波が、遠く離れた地点まで伝わるものもある。

### 対流圏波
地球の大気は上層ほど希薄なため、地表面から水平に放射された電波は大気中でわずかに下方に屈折して伝播する性質がある。また、気温や湿度の影響により大気中に屈折率の不連続面ができると、電波が不連続面で屈折・反射しながら伝播することがあり、異常伝播の原因となる（生じた伝播路をラジオダクトと呼ぶ）。ラジオダクトの発生によって極超短波が見通し距離をはるかに超えたり進路が曲げられて異常伝播することがある。

### 間接波
直接波以外の大地反射波・回折波・地表波・上空波・対流圏波を総称して間接波と呼ぶ。

## 異常伝播
異常伝播の原因（伝播を妨害する現象も含む）と、異常伝播によることが顕著な現象を挙げる。

### 原因
- スポラディックE層
- デリンジャー現象
- 磁気嵐
- 流星散乱

その他、異常伝播現象を起こす散乱を総称して「スキャッター」と言い、特に赤道上空で発生して、日本-南半球間の通信が開けるそれを指すこともある。

### 現象
ロングパス（long path）
電離層の影響により、地球上の最短経路以外の経路による伝播が強くなる場合。
エコー（echo）
電波が地球を1周するには約1/15秒を要するためロングパス、あるいは地球を1周、2周した電波がともに到達するとエコーとして聞こえることがある。
赤道横断伝播（Trans Equatorial Propagation：TEP）
春分、秋分の頃、超短波において日本とオーストラリアなど赤道を挟んだ遠距離に対して異常伝播が発生することがある。スポラディックE層とは異なる現象である。
対蹠点効果（antipodal operator、antipodal effect）
地球上の全く反対の点（対蹠点）には無数の伝播経路が存在するため、電波伝播が起こりやすくなる現象。条件によってはほぼ1日中、無線通信が可能。日本の対蹠点はアルゼンチンおよびウルグアイ付近。
長時間遅延エコー（LDEs）
自局または他局の発射した電波が数秒から数十時間後に受信されることがまれにある。原因は不明。

### 宏観異常現象
- 電磁的現象 - 地震の前後の異常な電磁的現象の報告があるが、因果関係ないし相関関係はあるのか、またその機序はといった点は（岩石の破壊により何らかの電磁波が発生する、のようなぼんやりと関連がある現象以外）今のところ不明であり、異常伝播なのかという点まで含めて、他の宏観異常現象と同様の域を出ない。例としては、1993年に発生した北海道南西沖地震で地震発生の1週間前からLFとVLFの著しい増加があったという記録[2]や、1995年に発生した兵庫県南部地震で地震発生の6時間半前に録画されたテレビ番組にノイズが入っていたという報告[3]がある。